# 2002 ve sportu
Toto je přehled sportovních událostí konaných v roce 2002.

## Zimní olympijské hry
- Zimní olympijské hry 2002 se konaly v Salt Lake City 8. – 24. února

## Atletika
- Zlatá liga 2002
- Mistrovství světa juniorů v atletice 2002
- Mistrovství Evropy v atletice 2002
- Halové mistrovství Evropy v atletice 2002

## Basketbal
- Mattoni NBL 2001/2002

## Cyklistika

### Cyklokros
- Mistrovství České republiky v cyklokrosu 2002

## Florbal
- Mistrovství světa ve florbale mužů 2002 –  Švédsko
- European Cup 01/02 – Muži:  Haninge IBK, Ženy:  Balrog IK
- 1. florbalová liga mužů 2001/2002 – Tatran Střešovice
- 1. florbalová liga žen 2001/2002 – FBC Crazy Girls Liberec

## Fotbal

### Svět
- Mistrovství světa ve fotbale 2002
- Mistrovství světa ve fotbale žen do 19 let 2002
- Africký pohár národů 2002
- Zlatý pohár CONCACAF 2002
- Oceánský pohár národů 2002
- Interkontinentální pohár 2002
- Zlatý míč 2002

#### Evropské poháry
- Liga mistrů UEFA 2001/2002
- Pohár UEFA 2001/2002
- Superpohár UEFA 2002
- Pohár Intertoto 2002

#### Národní ligy
- Major League Soccer 2002
- Premier League 2001/2002
- Primera División 2001/2002

### Česko
- Zápasy české fotbalové reprezentace 2002 (2 kvalifikační o ME 2004)
- Gambrinus liga 2001/2002

## Futsal
- 1. česká futsalová liga 2001/2002

## Hokejbal
- Mistrovství světa v hokejbalu juniorů 2002

## Jezdectví
- Velká pardubická 2002

## Judo
- Mistrovství Evropy v judu 2002

## Lední hokej

### Svět
- Mistrovství světa v ledním hokeji 2002
- Mistrovství světa v ledním hokeji do 18 let 2002
- NHL 2001/2002

### Kontinenty
- Euro Hockey Tour 2001/2002

#### Národní ligy
- Deutsche Eishockey Liga 2001/2002 (Německo)
- Slovenská extraliga ledního hokeje 2001/2002 (Slovensko)
- 1. hokejová liga SR 2001/2002
- 2. hokejová liga SR 2001/2002

### Česko
- Česká hokejová extraliga 2001/2002
- 1. česká hokejová liga 2001/2002
- 2. česká hokejová liga 2001/2002

## Lyžování

### Klasické lyžování
- Mistrovství světa v letech na lyžích 2002

## Motoristický sport
- Formule 1 v roce 2002
- Formule 3000 v roce 2002
- Mistrovství světa v rallye 2002
- Mezinárodní mistrovství České republiky v rallye 2002
- Rallye Šumava 2002

## Orientační běh
- Mistrovství světa juniorů v orientačním běhu 2002
- Mistrovství Evropy v orientačním běhu 2002

## Pozemní hokej
- Mistrovství světa v pozemním hokeji mužů 2002
- Mistrovství světa v pozemním hokeji žen 2002

## Rychlobruslení

### Svět
- Mistrovství světa v rychlobruslení juniorů 2002
- Mistrovství světa v rychlobruslení ve sprintu 2002
- Mistrovství světa v rychlobruslení ve víceboji 2002
- Světový pohár v rychlobruslení 2001/2002

### Kontinenty
- Mistrovství Asie v rychlobruslení 2003
- Mistrovství Evropy v rychlobruslení 2002
- Mistrovství Severní Ameriky a Oceánie v rychlobruslení 2002

## Sportovní lezení

### Svět
- Arco Rock Master 2002
- Světový pohár ve sportovním lezení 2002
- Mistrovství světa juniorů ve sportovním lezení 2002

### Kontinenty
- Mistrovství Evropy ve sportovním lezení 2002
- Evropský pohár juniorů ve sportovním lezení 2002

### Česko
- Mistrovství ČR v soutěžním lezení 2002

## Tenis

### Grand Slam
- Australian Open 2002
- French Open 2002
- Wimbledon 2002
- US Open 2002

## Veslování
- Mistrovství světa ve veslování 2002

## Volejbal
- Mistrovství světa ve volejbale mužů 2002

## Zápas
- Mistrovství světa v zápasu řecko-římském 2002